# Хронологія ядерної катастрофи на АЕС Фукусіма

Схема ФАЕС

Хронологія ядерної катастрофи на АЕС Фукусіма Даічі — події, що відбулись на мульти-реакторі атомної електростанції в префектурі Фукусіма (Японія). Ядерна катастрофа сталася після того, як Великий тохокуський землетрус магнітудою 9,0 і викликане ним цунамі висотою 10 — 12 метри 11 березня 2011 г. призвели до аварійного вимкнення трьох активних реакторів на ФАЕС І та зупинки резервних дизель-генераторів, що спричинило відключення станції. Подальша відсутність охолодження призвела до вибухів на об'єкті Фукусіма I, що призвело до подальших проблем у трьох із шести реакторів та в одному з шести басейнів з відпрацьованим паливом.
Події вказані в японському стандартному часі (JST), якщо не зазначено, що йдеться про формат UTC.

## Березень 2011 р

### Понеділок, 7 березня
Tokyo Electric Power Company (TEPCO) подає звіт до японського агентства з ядерної безпеки, де передбачає можливість цунамі висотою до 10,2 метра на АЕС «Фукусіма-Даїчі» у разі землетрусу, подібного до землетрусу магнітудою 7,2, з супутнім цунамі, що спустошив область у 1896 році. TEPCO фактично зробив цей прогноз у 2008 році, але затримався з поданням звіту, оскільки «вони не відчували необхідності вживати оперативних заходів щодо оцінок, які все ще були попередніми розрахунками на етапі дослідження».

### П'ятниця, 11 березня
- 14:46: землетрус силою 9,1 бала відбувся біля узбережжя острова Хонсю на глибині близько 24 кілометрів (15 миль). Під час тремору автоматично закрились ядерні реактори BWR електростанції № 1, 2 і 3. Ядерні реактори 4, 5 і 6 проходили планове технічне обслуговування і не працювали. Поштовх також відключив електростанцію від електромережі; проте запасні дизель-генератори почали процедуру охолоджування.
- 14:52: Система аварійного охолодження реактора 1, яка могла працювати без зовнішнього живлення, увімкнулася автоматично.
- 15:03: Система аварійного охолодження реактора 1 була вимкнена вручну, щоб уникнути пошкодження реактора (температура в цей момент не була критичною).
- 15:27: Цунамі першої хвилі вразило станцію.
- 15:30: Аварійний конденсатор, призначений для охолодження пари всередині ємності під тиском реактора № 1, виходить з ладу.
- 15:46 (орієнтовно): 14-метрове (46 футів) цунамі, спричинене землетрусом, долає морську дамбу, призначену захищати об'єкт від цунамі 5,7 метрів (19 футів), затоплюючи станцію та відключаючи резервний дизель-генератори — всі, крім одного, розміщувались під землею — і змиваючи паливні баки. Внаслідок втрати всього електропостачання вийшли з ладу розпилювач сердечника низького тиску, система відведення залишкового тепла та основні насоси системи впорскування охолоджувальної рідини низького тиску, а також автоматичні системи герметизації (більшість аварійної системи охолодження сердечника). Залишалися доступними лише насосні станції з паровим приводом (ізоляційний конденсатор у реакторі 1, впорскування теплоносія високого тиску та система охолодження активної зони реактора в реакторах 2 та 3). Пізніше, коли температура піднімалася, запрацювала система, яка використовувала парові насоси та клапани, що працювали від батареї[2][3].

Згідно з доповіддю в «New York Times» , «… на початку кризи в п'ятницю, відразу після руйнівного землетрусу, представники АЕС Фукусіма зосередили свою увагу на пошкодженому басейні для зберігання відпрацьованого ядерного палива в реакторі №2, сказав директор з ядерної енергетики, який попросив анонімності... Пошкодження змусило керівництво заводу перенаправити більшу частину уваги та насосної потужності на цей басейн. Через невдалі спроби відключення інших реакторів проблеми почали каскадувати.»
- 16:00: Агентство ядерної та промислової безпеки Японії[ru] (NISA) ініціює аварійний штаб, намагаючись зібрати інформацію про стан 55 ядерних реактори в Японії. Немає повідомлень про те, що радіація була виявлена за межами електростанції.
- 18:00: Падіння рівня води в реакторі 1 досягає верхньої частини палива, температура ядра починає підніматися.
- 18:18: Оператори намагалися запустити систему аварійного охолодження реактора 1, але вона не працювала.
- 19:03: Прем'єр-міністр Наото Кан вводить надзвичайний ядерний статус[5], оголошений Юкіо Едано, керівником кабінету міністрів Японії. Японські урядовці намагаються втішити народ Японії, повідомляючи їм, що вживаються належні процедури. Також повідомляється, що радіоактивних витоків не виявлено[6].
- 19:30: Паливо в реакторі 1 стає повністю відкритим для води, пошкодження палива в центральній зоні починається незабаром після цього.
- 21:00: урядом видає наказ про порядок евакуації для осіб в радіусі 3 км (1,9 миль) від ФАЕС І. Тим, хто знаходиться в радіусі 10 кілометрів (6,2 милі), повідомляють, що вони можуть залишатися в своїх будинках, поки їм не сказано інше. TEPCO повідомляє, що тиск у реакторному блоці 1 Фукусіми I більш ніж удвічі перевищує нормальний рівень[7].

### Субота, 12 березня
Оглядова карта, що відображає евакуацію та прогресування інших зон та вибрані рівні радіації.
- 05:30: Незважаючи на ризик загоряння водню (що утворюється з води в реакторі) після з'єднання з киснем, і для того, щоб скинути частину тиску всередині контейнера в блоці 1, приймається рішення про видалення частини пари (яка містила невелику кількість радіоактивних матеріалів).
- 05:50: Розпочато закачування свіжої води в реактор 1. Інженери TEPCO вирішили безпосередньо нагнітати морську воду всередину реакторів за допомогою мобільних вантажівок пожежників. Щоб пожежники могли впорскувати морську воду в корпуси реакторів, необхідним стало зниження тиску.
- 06:50: Хоча на той час про це було невідомо, активна зона реактора 1 повністю розплавилася, що призводить до росту реакторного тиску.
- 10:58: Тиск все ще залишається занадто високим у реакторі 2 на Фукусімі I. Для того, щоб його послабити, досягається консенсус щодо видалення радіоактивних парів у повітря. Пара містить водяну пару, водень, кисень та деяку кількість радіоактивних речовин.
- близько 11:00 в результаті повторних поштовхів силою до 6,2 бала за шкалою Ріхтера зруйновано одну зі стін допоміжного корпусу поблизу енергоблоку № 1 АЕС, що спричинило руйнування та вибух ресивера водню.
- 12 березня у взятих пересувними лабораторіями за територією проммайданчика АЕС пробах був виявлений цезій, що могло говорити про негерметичність оболонок частини ТВЕЛів (тепловиділяючих елементів), але кількісних даних не було наведено. Об 11:20 стало відомо, що Генеральний секретар уряду Японії підтвердив інформацію про витік радіації. Масштаби витоку не уточнювалися[8].
- 14:00: Оператори відкривають вентиляційну лінію 1 блоку і отримують підтвердження випуску пари в атмосферу о 14:30.
- 14:50: Приплив свіжої води в реактор 1 зупинено.
- 15:30: Триває евакуація жителів у межах 3 км від Фукусіми II та в межах 10 км від Фукусіми I[9].
- 15:36: У корпусі реактора 1-го корпусу відбувся масивний вибух водню. Первинна оболонка не пошкоджена, але зазнає пошкодження вторинної оболонки (будівля реактора). П'ятеро робітників поранені. З приводу причин вибуху Юкіо Едано заявив, що в міру падіння рівня охолоджуючої води утворювався водень, який, просочуючись у простір між бетонною стіною і сталевою оболонкою, змішувався з повітрям, що і призвело до вибуху[10].
- 19:00: Розпочато закачування морської води в реактор 1. TEPCO наказує Daiichi припинити впорскування морської води о 19:25, але начальник заводу Daiichi Masao Yoshida наказує працівникам продовжувати впорскування морської води.
- 21:40: Зона евакуації навколо Фукусіми I продовжена до 20 км, а зона евакуації навколо Фукусіми II — до 10 км.

### Неділя, 13 березня

Карта евакуації

- 02:42: Система впорскування теплоносія високого тиску для реактора 3 зупиняється, і незабаром після цього рівень води в реакторі починає падати.
- 05:10: Фукусіма I, блок 1, оголошено подією INES рівня 4 «аварією з місцевими наслідками».
- 07:00 (приблизно): Рівень води в реакторі 3 досягає верхньої частини палива.
- 09:00: Пошкодження активної зони починаються в реакторі 3.

Уряд Японії поінформувало про складну ситуацію на блоці № 3 — вийшла з ладу система аварійного охолодження, яка повинна була запрацювати при зниженні рівня теплоносія нижче певного значення. Були попередні дані, що ТВЕЛи по висоті частково перебували вище рівня води. Існувала загроза вибуху водню.
13 березня японські офіційні особи повідомили МАГАТЕ, що о 9:20 за місцевим часом почалося скидання тиску в гермооболонки 3-го блоку контрольованим випуском пари. У подальшому, через відсутність всіх можливостей охолодження реактора зсередини, почалася операція по закачуванню морської води в гермооболонки 3-го енергоблоку, для охолодження корпуса реактора зовні.
Блок 2, можливо, страждав від рівня води нижчого за нормальний, але вважався стабільним; хоча тиск всередині контейнера для зберігання був високим.

### Понеділок, 14 березня
- 11:01: Вибухнув корпус реактора блоку 3.  Внаслідок вибуху постраждало 11 працівників.
- 13:15: Зупиняється система охолодження ізоляції активної зони реактора для реактора 2, незабаром після цього рівень води в реакторі починає падати.
- 15:00: Основна частина палива в реакторі 3 опускається на дно ємності під тиском реактора.
- 18:00 (приблизно): Рівень води в реакторі 2 досягає верхньої частини палива.
- 20:00: Пошкодження активної зони починається в реакторі 2.

Вибух у третьому енергоблоці АЕС

Ситуація на третьому блоці АЕС «Фукусіма-1» повторює ситуацію з першим блоком цієї ж атомної станції. Основна проблема полягає в тому, що втрачено зовнішнє живлення, генератори теж нічим охолоджувати. Від вибуху звалилося зовнішнє огородження 3-го енергоблоку і було пошкоджено стелю.
О 9:03 повністю відмовила система охолодження реактора № 2. В насосі, які качали воду в реактор, закінчився бензин. Решта чотири насосних установки були знищені ранковим вибухом третього блоку. Через нього також почали прокачувати морську воду, як це вже відбувалося з першим і третім реакторами. Ці заходи не привели до бажаних результатів і стали, скоріш за все, причиною вибухів. Експерти не виключали, що принаймні в одному з реакторів, побудованих 40 років тому, почалося плавлення паливних елементів, і існувала відмінна від нуля ймовірність розвитку аварії у катастрофу.
14 березня зона евакуації розширена до двадцяти кілометрів довкола станції. Із 20-кілометрової зони, за інформацією на 15 березня, було евакуйовано за одними даними 185 000, за іншими — 200 тисяч чоловік.

### Вівторок, 15 березня
- прибл. 06:00 За повідомленням TEPCO, вибухом пошкоджено 4-й поверх над реактором та басейн відпрацьованого палива реактора 4-го блоку.
- 20:00: Більшість палива в реакторі 2 опускається на дно ємності під тиском реактора.

Приблизно о 6:20 за місцевим часом стався вибух на четвертому блоці АЕС, проте через брак інформації керівництво не одразу зрозуміло, де саме стався вибух, вважаючи, що вибухнув другий енергоблок. Причиною вибуху, як і в попередніх випадках, стало скупчення водню, що поступив системою вентиляції з третього блоку. Джерела водню на самому четвертому блоці не було.
15 березня прем'єр-міністр Кан дав дозвіл для американських військових, в поєднанні з японськими силами самооборони, використовувати Ямагата аеропорт і в той же день уряд заборонив огляд АЕС в радіусі 30 км. За даними газети Asahi, американські військові, загасили пожежу в реакторі 4. Пожежа була згашена протягом 2 годин. Кан закликав населення, яке проживає в радіусі від 20 до 30 кілометрів від станції, не залишати приміщення без необхідності.
Представник оператора станції — найбільшої в Японії енергетичної компанії «Токіо Електрик Пауер» — повідомив, що для охолодження аварійних реакторів в них продовжують закачувати морську воду.
|  | «Всі робітники, які не беруть участі в цій операції евакуйовані, - заявив Йосіда Каору. - Ми робимо все, що в наших силах, для забезпечення безпеки людей.» |

Рівень радіації на заводі значно підвищується, але згодом падає.  Еквівалентна радіаційна доза дози 400 мілізівертів на годину (400 мЗв / год) спостерігається в одному місці поблизу блоку 3.

### Середа, 16 березня
О 5:45 ранку за місцевим часом співробітниками, що намагалися налагодити електропостачання, було відмічено полум'я на розі будівлі енергоблоку 4. Через 30 хвилин розвідка персоналом не виявила ознак загоряння. Подати воду до енергоблоку 4 було неможливо через рівень випромінювання від блоку 3.
О 8:34 ранку за місцевим часом від блоку 3 стали підніматися клуби білого диму. Визначити причину не вдалося через відсутність необхідного персоналу та важкої радіаційної обстановки. До полудня телеканал NHK повідомляє, як із заводу «Фукусіма I» піднімається білий дим з реактора 3. Незабаром після цього всі працівники станції, крім невеликої групи, були переведені в режим очікування через підйом радіації до небезпечного рівня до 1 Зв / год. TEPCO тимчасово призупинила діяльність на об'єкті. У прес-релізі TEPCO зазначається, що працівники були звільнені о 06:00 через аномальні шуми, що надходять з однієї з камер придушення тиску в реакторі.
Згодом оператор АЕС повідомив, що паливні стрижні І енергоблоку зруйновані на 70 відсотків, ІІ— на 33 відсотки. Рівень води в басейні з відпрацьованим паливом 4 енергоблоку різко впав, вода там практично закипіла. Управління з безпеки на ядерних і промислових об'єктах Японії підтвердило, що на четвертому блоці АЕС у басейні відпрацьованого ядерного палива кипить вода.
Єврокомісар з питань енергетики Гюнтер Етінгер назвав ситуацію «апокаліпсисом», відмітивши, що місцева влада практично повністю втратила контроль за нею.
|  | «Ми говоримо про апокаліпсис,— заявив Етінгер.— Слово якнайкраще стосується цієї ситуації. Майже все вийшло з-під контролю. Я не виключаю гіршого в найближчі години та дні». |

Рівень води в басейні витримки палива блоку 5, що впав до небезпечних величин, вдалося підняти. Планувалася подача електроживлення від працюючого дизеля 6-го блоку для вирішення цієї проблеми.
Влада Японії намагалася впоратися з аварійною ситуацією на АЕС «Фукусіма-1». Однак високий рівень радіації на станції не дозволив використовувати військові вертольоти, які могли б скидати воду на зруйновані 12—15 березня енергоблоки. Мета подібних операцій— тимчасове охолодження тепловиділяючих елементів.

### Четвер, 17 березня

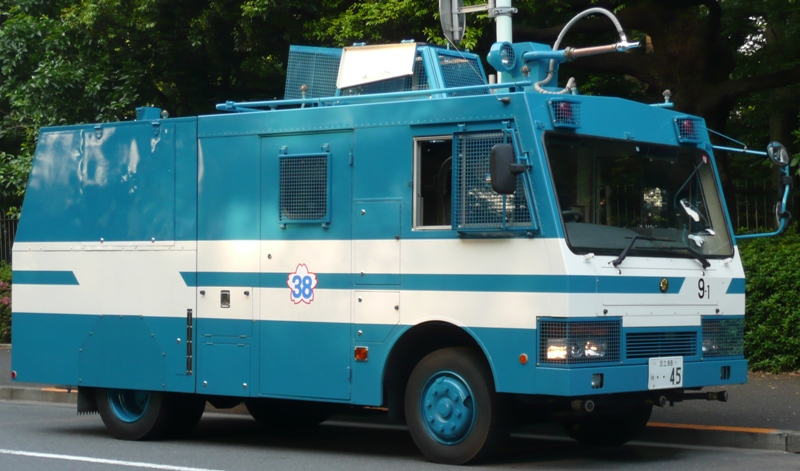
Водометна гармата національного поліцейського управління Японії

Ситуація в Японії виглядає набагато важчою, ніж після аварії на ЧАЕС 17 березня Комісія з продовольчої безпеки Японії встановила підвищені тимчасові норми для штучних радіонуклідів в харчових продуктах. За йоду-131 в питній воді, молоці, молочних продуктах — 300 Бк / кг, в овочах (за винятком картоплі) — 2000 Бк / кг. За цезію-137 в питній воді, молоці, молочних продуктах — 200 Бк / кг (для дитячого харчування — 100 Бк / кг), в овочах, м'ясі, яйцях — 500 Бк / кг. В журналі «Радіаційна гігієна» проф. Рєпін призводить оцінку максимальних сумарних концентрацій цезію-137 в морській рибі при тривалому утриманні в морській воді, що містить фукусімським радіонукліди: 200—2000 Бк / кг. Наводяться дані, що ряд морепродуктів, здобутих у безпосередній близькості від східного узбережжя Японії,перевершує рівень радіоактивного забруднення в 500 Бк / кг
О 09:48 за місцевим часом, зважаючи на загрозу пошкодження відпрацьованого палива у басейнах витримки поруч з реакторами, почалася операція по скиданню на перегріті третій і четвертий реактори води. Випромінювання над блоком 3 сягає аеличини 3,75 Зв / год. Після перегляду вертолітних зусиль по телевізору Казунорі Хасегава, президент Chuo Construction, телефонує до уряду і пропонує використовувати два бетононасосні насоси, встановлені на вантажівці, для розпилення води безпосередньо в реактори. TEPCO не реагував протягом трьох днів, а потім заявив, що буде чекати прибуття подібних насосів, отриманих деінде.
Всього за допомогою вертольотів Сил Самооборони Японії за чотири рейси було скинуто близько 30 тонн води, яка, за словами міністра оборони Тосімі Китадзави, потрапила до реакторів. Крім того для охолодження реакторів було використано близько 100 тонн води, з яких 30 тонн закачали п'ять спецмашин сил самооборони, а 40 тонн викинули водометні гармати спецмашин національного поліцейського управління.
У другій половині дня стало відомо, що басейн відпрацьованого палива у 4-му блоці був повний води, і всі паливні стрижні були покриті водою. Починаючи з 7 години вечора, поліція і пожежні машини намагалися під високим тиском залити воду до третього реактора. Для отримання зовнішнього джерела живлення, TEPCO почала прокладати силовий кабель між лінією передачі та другим енергоблоком. Операція тривала від 20:30 UTC.

### П'ятниця, 18 березня
Приблизно о 3:00 за місцевим часом (JST) Токійське пожежне управління направило тридцять пожежних машин з 139 пожежними і навчену команду рятівників. Від Сил Самооборони Японії приєдналася пожежна машина з 22-метровою пожежною драбиною
. Виникли проблеми зі зміною напрямку вітру на північно-східний (раніше вітер був у бік моря). Другий день поспіль високі рівні радіації були виявлені в районі 30 км на північний захід від пошкодженої ФАЕС1. Велися роботи з ремонту сітки електропостачання, яку використовував трансформатор на енергоблоці № 2. Другий день поспіль високі рівні радіації виявляються в районі 30 кілометрової зони (19 миль) на північний захід від пошкодженої атомної станції. Випромінювання становить 150 мкЗв/год. Японська влада підвищує рівень аварії INES до 5-го. За 24-годинний період, який закінчується об 11 годині ранку за місцевим часом, рівень радіації поблизу заводу знижується з 351,4 до 265 мкЗв / год, але незрозуміло, чи зусиллями обприскування води були причини зменшення.

### Субота, 19 березня
Друга група зі 100 пожежних Токіо і 53 пожежних з міста Осака прямує до АЕС Фукусіма-1 з метою приєднатися до операції по охолодженню реакторів. Використовувався спеціальний пожежний автомобіль, який може закачувати до 30 000 літрів води на висоту в 22 метри. Його використовують для розпорошування морської води над басейном зберігання відпрацьованого палива усередині 3 реактора. Влада повідомила, що в будівлю під час 25-хвилинної операції з 0:45 по 1:10 рано вранці в суботу в цілому успішно закачали близько 60 тонн морської води.
Було проведено 11-годинну операцію з просвердлювання 7-сантиметрових отворів в дахах 5-го і 6-го енергоблоків. Її мета: запобігти скупчення водню. Відновлена робота 2 резервних дизельних електростанцій енергоблоку 6, що дозволило налагодити стабільне відведення залишкових тепловиділень від реакторів і басейнів витримки блоків 5 і 6. Енергоблок № 2 був підключений до зовнішньої лінії, велися роботи зі з'єднання його з іншими блоками.

### Неділя, 20 березня
Зовнішнє живлення підключено до блоку 2, але робота продовжується, щоб забезпечити роботу обладнання. Відремонтовані дизель-генератори на блоці 6 забезпечують потужність для відновлення охолодження на блоках 5 і 6, обидва реактори повертаються до холодного відключення, системи охолодження палива повертаються до нормальних робочих температур. Тиск у резервуарі реактора 3 зростає і, можливо, буде потрібно видалити пар, що містить радіоактивні частинки, для послаблення тиску, повідомляє японський мовник NHK в 1:06. Операція згодом припинена, оскільки TEPCO вважає її непотрібною.

### Понеділок, 21 березня
Поточні ремонтні роботи перериваються появою сірого диму з південно-східної сторони блоку 3 (загальна площа басейну з відпрацьованим паливом), побаченого о 15:55 та його зникненням о 17:55. Працівників евакуюють з блоку 3, але ніяких змін у вимірах радіації та стані реактора не спостерігається. У той час не тривала жодна робота, яка могла б спричинити пожежу. Білий дим, ймовірно, пара, також спостерігається з блоку 2 о 18:22 за тихоокеанським часом, що супроводжується тимчасовим підвищенням рівня радіації. Нова лінія електропередач прокладена до блоку 4, а блок 5 передається на власне зовнішнє джерело живлення від лінії електропередачі, замість того, щоб використовувати блок 6 дизельних генераторів.
Чиновники дізнаються, що криза не закінчиться рекуперацією електроенергії, оскільки насоси охолодження пошкоджені без ремонту і їх потрібно замінити. Зроблено екстрене замовлення нових насосів для блоку 2, які зазнали менше пошкоджень, ніж блоки 1 та 3.

### Вівторок, 22 березня
Дим все ще піднімається з блоків 2 і 3, але він менш помітний, експерти вважають, що він є парою після операцій з розпорошення води на будівлі. Ремонтні роботи відновлюються після того, як їх зупинили через занепокоєння щодо задимлення; Істотних змін рівня радіації не відбувається. Продовжуються роботи з відновлення електроенергії, до блоку 4 під'єднаний кабель живлення. Продовжується нагнітання морської води в блоки 1–3.  Повідомляється, що зовнішні силові кабелі підключені до всіх шести блоків, а освітлення знову ввімкнено в диспетчерській блоку 3.

### Середа, 23 березня
Пізно вдень з реактора 3 знову видно чорно-сірий дим, що спричинило чергову евакуацію робітників. Аерозйомка показує невелику пожежу біля основи димових шлейфів у сильно пошкодженій будівлі реактора. Системи живлення води в блоці 1 відновлюються, що дозволяє збільшити швидкість додавання води в реактор.
Головний секретар кабінету Японії зауважує, що в питній воді Токіо було виявлено високий рівень радіоактивності, і що її не слід використовувати для відновлення дитячих сумішей, оскільки вона приблизно вдвічі перевищує законодавчу межу для дітей.

### Четвер, 24 березня
Нагнітання морської води в блоки 1, 2 і 3 продовжується, а рівень радіації поблизу установки знижується до 200 мкЗв / год  поки відновлюється освітлення в диспетчерській блоку 1.
Концентрація активності води становить близько 3,9  ГБк / л. Інфрачервоні обстеження корпусів реакторів, отримані вертольотом, показують, що температури блоків 1, 2, 3 і 4 продовжують знижуватися в діапазоні від 11–17 ° C, а запас палива в блоці 3 реєструється при 30 ° C.

### П'ятниця, 25 березня
NISA повідомляє про можливий прорив у контейнері для зберігання реактора блоку 3, хоча радіоактивна вода у підвалі, можливо, надходила з басейну для зберігання палива. Сильно радіоактивна вода також знаходиться в турбінних корпусах блоків 1 і 2.  ВМС США відправляє баржу з 1890 кубічних метрів прісної води, яка повинна надійти через два дні.
Йод-131 в океані поблизу АЕС випромінює 50 000  Бк / л, що в 1250 разів перевищує норму.

### Субота, 26 березня
Прісна вода знову стає доступною для використання замість морської, для поповнення рівня води в реакторі. Прісною водою АЕС забезпечують дві баржі ВМС США, водотонажністю загалом 2280 метричних тонн прісної води, яку буксирували японські морські сили самооборони з військово- морської бази флоту США Йокосука до Фукусіми. Рівень радіації поблизу станції знижується до все ще відносно високих 170 мкЗв / год.

### Неділя, 27 березня
Рівні «понад 1000» та 750 мЗв / год повідомляються з води в блоці 2 та 3 відповідно. Високий рівень радіації спричиняє затримки для техніків, що працюють над відновленням систем водяного охолодження для реакторів. Інженери USAF з Yokota AB завершують виготовлення клапанів сумісності, щоб дозволити підключення насосних систем до існуючої інфраструктури у Фукусімі. Аерофотозйомки, записані вертольотом Наземних сил самооборони, виявляють, за даними NHK, найбільш чіткі і детальні уявлення про пошкодження. Важливі спостереження включають:
- Біла пара виходить із будівель реакторів 2, 3 та 4.
- Дах будівлі реактора 2 сильно пошкоджений.

### Понеділок, 28 березня
Японська комісія з ядерної безпеки заявляє, що «припустила», що розплавлені паливні стрижні в блоці 2 випустили радіоактивні речовини у воду з теплоносієм, які згодом витекли невідомим шляхом до підвалу будівлі турбіни блоку 2. Щоб зменшити кількість витоку води, TEPCO зменшив кількість води, що закачується в реактор блоку 2, з 16 тонн на годину до 7 тонн на годину, що може призвести до підвищення температури реактора. Сильно радіоактивні водні зупинки працюють на відновленні насосів охолодження та інших систем, що працюють від енергії, до реакторів 1–4.
TEPCO підтверджує виявлення низького рівня плутонію в п'яти зразках протягом 21 та 22 березня. Збагачені рівні плутонію-238 щодо плутонію-239 та плутоній-240 на двох площадках заводу свідчить про те, що на цих ділянках сталося забруднення через «недавній інцидент». Однак паливо ФАЕС, яке значно зіпсувалось, не містило таких елементів. Ядерні аварії є потужним джерелом біологічно накопичувальних ізотопів трансуранових елементів, таких як кюрій та америцій, які вбудовуються в кісткові тканини, укомплектовані в гідроксид Ca / PO4.

### Вівторок, 29 березня
TEPCO продовжує розпорошувати воду в реактори 1–3 і виявляє, що радіоактивна стічна вода починає заповнювати траншеї для комунальних послуг за межами трьох блоків реакторів. Сильно радіоактивна вода в корпусах реакторів та навколо них продовжує обмежувати прогрес техніків у відновленні систем охолодження та інших автоматизованих систем в реакторах.

### Середа, 30 березня
На прес-конференції голова TEPCO Цунехіса Кацумата оголошує, що незрозуміло, як будуть вирішені проблеми на АЕС. Безпосередньою проблемою є видалення великої кількості радіоактивної води у підвальних приміщеннях, але виявляється, що також потрібно видалити сіль, що накопичується всередині реакторів, через використання морської води для охолодження. Розглядається можливість будівництва бетонних стін для закриття реакторів у щит, як це було зроблено в Чорнобилі.  Агентство з охорони навколишнього середовища (EPA) виявляє сліди радіоактивного йоду в молоці в США «значно нижчі за рівень занепокоєння в галузі охорони здоров'я».

### Четвер, 31 березня
Працівники перекачують радіоактивну воду з траншеї поблизу реактора 1 у накопичувальний резервуар біля реактора 4.  Вода в конденсаторах для реакторів 2 і 3 переміщується до зовнішніх резервуарів, щоб конденсатори могли видалити більше забрудненої води зсередини реакторів.
Найбільша у світі вантажівка для перекачування бетону транспортується зі США до Фукусіми.  Вантажівка була трохи модифікована, щоб спочатку вона могла перекачувати охолоджуючу воду, а згодом, можливо, буде використовуватися для перекачування бетону для будь-якої можливої постійної конструкції контейнера.  Також використовується насосна вантажівка, подарована китайським виробником SANY.

## Квітень 2011 року

### П'ятниця, 1 квітня
Повідомляється, що уряд Японії розглядає можливість впорскування азоту в корпуси реакторів.  Ще дві бетононасосні машини, що спочатку використовувались для перекачування охолоджуючої води, транспортуються до Японії з фабрики Пуцмайстер у Німеччині.

### Субота, 2 квітня
TEPCO вперше ставить до відома, що забруднена вода з блоку 2 надходить у море.  Робітники виявляють тріщину шириною близько 20 см (8 дюймів) у технічній ямі, яка лежить між реактором 2 і морем і містить кабелі, що використовуються для живлення насосів морської води. Робітники готувались заливати бетон у щілину, щоб зупинити воду, яка випромінювала 1 Зв / год.

### Неділя, 3 квітня
Спроба усунути витік біля блоку 2 бетоном зазнає невдачі. Потім TEPCO знову намагається заткнути траншею, яка веде до пошкодженої ями для зберігання, комбінацією суперабсорбуючого полімеру, тирси та подрібненої газети, що також не вдається.  Радіоактивна вода продовжує витікати в море. Рівень радіації навколо станції оцінюється в 1 Зв / год і продовжує знижуватися.
TEPCO підтверджує перші випадки смерті на об'єкті у Фукусімі — двох працівників, які були зникли безвісти з 11 березня і, як видається, загинули в підвалі реактора 4 від кровотечі через численні поранення.

### Понеділок, 4 квітня
TEPCO починає скидати низькорадіоактивну воду з резервуарів, до Тихого океану в ніч на понеділок. Посадовці заявляють, що це потрібно, щоб звільнити місце у центральному сховищі для зберігання води з вищим радіоактивним рівнем. Високорадіоактивна вода заважає працівникам прогресувати у відновленні систем охолодження та інших систем до реакторів 1–4.  Зразки морської води поблизу заводу виявляють радіоактивний цезій, що в 1,1 мільйона разів перевищує дозволену межу.
Інженери розглядають плани введення інертного азоту в захисні споруди блоків 1, 2 і 3 для витіснення атмосферного кисню та розведення накопиченого водню, який вибухонебезпечно поєднується.

### Вівторок, 5 квітня
Встановлено, що витік в яму накопичувача кабелю з блоку 2, ймовірно, був пов'язаний з несправним з'єднанням, де яма стикається з воздуховодом. Яма веде до шару гравію внизу, в результаті чого високорадіоактивна вода виливається прямо в море.
Встановлено, що рівень радіоактивного йоду-131 у морській воді поблизу об'єкта перевищує дозволені межі у 7,5 мільйона раз.  TEPCO свердлить отвір у котловані поблизу реактора 2, з якого витікає високорадіоактивна вода, і впорскує в яму водяне скло(силікат натрію), щоб запобігти подальшому витоку.

### Середа, 6 квітня
TEPCO повідомляє, що впорскування в яму 6 000 літрів полімерного коагулянту пом'якшило витік;  однак МАГАТЕ та інші звертають увагу на додаткові фактори.  Силікат натрію («водне скло») та добавки вводять у землю, щоб зупинити витік радіоактивної води. Залишкове тепло, яке передає вода, що використовується для охолодження пошкоджених реакторів, прискорює затвердіння впорскуваної суміші.
Незважаючи на протести уряду Південної Кореї, російських вчених та японських рибалок, Японія санкціонує викид в океан 11 500 тонн (12700 тонн) менш радіоактивної води, щоб звільнити місце для зберігання води, що більш забруднена.
TEPCO розпочинає впорскування азоту в блок 1, щоб зменшити ймовірність вибуху водню.

### Четвер, 7 квітня
Вприскування азоту в посудину для утримання тиску блоку 1 починається о 01:31.
Працівники евакуйовані після вторинного шоку магнітудою 7,1 біля північно-східного узбережжя Японії, що знаходиться в 118 кілометрах від заводу. TEPCO повідомляє, що комунікації та електроенергія не постраждали, і додаткових пошкоджень в результаті не спостерігалося.  Попередження про цунамі також видається, але скасовується через 90 хвилин.
Офіційні заходи на реакторному блоці 1 Фукусіма I, однак, показують підвищення температури після вторинного струму та різку кількість випромінювання в сухій свердловині, що перевищує максимальну потужність приладу 100 Зв / год. Тим часом датчик B фіксує стійке зростання тиску протягом попередніх десяти днів у тому самому реакторі.  Повідомляючи про підвищення до 100 Зв / год з попередніх 30 Зв / год, TEPCO заявляє, що «обґрунтованість вимірювань ставиться під сумнів» як щодо рівня випромінювання, так і щодо тиску.

### П'ятниця, 8 квітня
До того, як оцінку кризи японська влади підняла до рівня 7, найвищого рівня, експерти вже визнали, що Фукусіма — найскладніша ядерна аварія.

### Субота, 9 квітня
Японія все ще намагається утримати воду на реакторах, щоб охолодити їх і запобігти подальшому розплавленню. Вантажні літаки Ан-124 вилітають з Атланти та Лос-Анджелеса, кожен з яких несе величезний бетонний штанговий насос. Двома 95-тонними штанговими насосами, які TEPCO придбала за 2 мільйони доларів кожна, можна управляти на відстані двох миль за допомогою дистанційного керування. Кожен штанговий насос може направляти сфокусовані потоки води в пошкоджені реактори.
TEPCO не планує застосовувати чорнобильський підхід до врегулювання кризи на АЕС шляхом захоронення радіоактивного матеріалу в бетон.  Втім штангові насоси могли бути модернізовані для доставки бетону для цієї мети.
До підняття японською владою до рівня 7  Джеймс Актон, член програми ядерної політики Фонду Карнегі за міжнародний мир, висловив думку, що "Фукусіма - це не найстрашніша ядерна аварія за всю історію, але вона є найбільш складною і найдраматичнішою, це була криза, яка розгорталася в режимі реального часу по телевізору. Чорнобиль - ні. "
Дослідження радіації морської води за межами блоку 2 показує, що концентрації радіоактивних ізотопів (йод-131, цезій-134 та цезій-137) падають третій день поспіль з моменту усунення витоку. Однак рівні все ще високі, у кілька тисяч разів перевищують законодавчі рівні. Інші нукліди розслідуються, але японський регулятор NISA зазначив проблеми з методологією відбору проб TEPCO.

### Понеділок, 11 квітня
Вприскування теплоносія в реактори 1 і 3 переривається на 50 хвилин через втрату потужності після сильного землетрусу.
Працівники планують перекачувати воду в турбінні конденсатори, але спочатку потрібно викачати воду з них. Робота з передачі води з конденсаторів блоку 2 та блоку 1 до центрального резервуара була завершена 9 та 10 квітня. Працівники також пробили діри в будівлях турбінного залу блоків 2 і 4 для розміщення шлангів для водопроводу. На блоці 3 триває робота з вивільнення місця для води в турбінному конденсаторі шляхом перекачування наявної води в інші резервуари. Японський новинний канал NHK повідомляє, що працівники прокладають шланги для перекачування води на сміттєпереробний завод. TEPCO заявляє, що не може розпочати роботу з включення аварійних систем на місці, поки турбінна зала не висохне.

### Вівторок, 12 квітня
Японія офіційно піднімає Фукусіму до рівня INES 7, такого ж, як Чорнобиль. Згідно з розрахунками Комісії з ядерної безпеки Японії, після вибуху водню в корпусі реактора 1 12 березня та викидів з корпусу реактора 3, блоками реактора до 15 березня було випущено еквівалент 190 000 терабеккерелів радіоактивного йоду. Терабеккерель еквівалентний 1 трильйону беккерелів. Високий рівень означав, що до 15 березня аварія на заводі у Фукусімі вже досягла найгіршого рівня 7 за міжнародною шкалою ядерних та радіологічних подій, що відповідає оцінці, даній Чорнобильській ядерній катастрофі 1986 року. З того часу реактори ФАЕС1 продовжували випромінювати; включаючи атмосферні, водні та гамма-випромінювання.
У Чорнобилі приблизно 10 разів більше радіації було викинуто в атмосферу, ніж було випущено з Фукусіми I до 12 квітня 2011 р.  Загальна кількість радіоактивного матеріалу, що все ще зберігається у Фукусімі, приблизно у 8 разів більше, ніж у Чорнобилі, і витоки у Фукусімі продовжується.
Після того, як зусилля щодо охолодження в басейні з відпрацьованим паливом 4 були припинені через помилкове попередження про заповнення басейну,  температура басейну підвищується до 90 ° C.

### П'ятниця, 15 квітня
Повідомляється, що розплавлене ядерне паливо (коріум потрапило в нижню секцію контейнерів реакторів 1, 2 і 3. Експерти вважають, що розплавлене паливо розподілилось досить рівномірно по нижніх частинах контейнерів трьох реакторів, що зробило б відновлення процесу розподілу до рівня аварії на критичний «найбільш малоймовірним»;  однак лише під час подальшого демонтажу трьох пошкоджених реакторів можна було б перевірити цю гіпотезу та дізнатись, що насправді відбулося в активних зонах реактора.

### Субота, 16 квітня
Оголошено плани масштабного дослідження впливу на навколишнє середовище та здоров'я радіоактивного забруднення АЕС. Академіки та дослідники з усієї Японії працюватимуть з урядом префектури Фукусіма з травня.

### Понеділок, 18 квітня
Associated Press повідомляє, що два наземних PackBot з дистанційним управлінням від iRobot увійшли в блок 1 та блок 3 ФАЕС. Пристрої відкрили зачинені двері та провели всередині корпусів реактора вимірювання температури, тиску та радіоактивності, повернувшись із показаннями радіоактивності до 49 мЗв / год всередині блоку 1 та до 57 мЗв / год всередині блоку 3. Роботи також увійшли в блок 2, але зонду заважало запотівання об'єктива камери робота від високої вологості, понад 90 %, всередині будівлі.
Пробне розпилення «протирозсіюючого агента» на землю для запобігання подальшому розповсюдженню радіоактивних матеріалів з місця проведення проводиться на площі близько 1200 м 2.

### Вівторок, 19 квітня
TEPCO починає передавати надлишок радіоактивної охолоджуючої води з підвалу реактора 2 та тунелів для технічного обслуговування на сміттєпереробний завод.    Операції з перекачування радіоактивної води у підвалах будівель блоків 1, 2, 3 та пов'язаних з ними тунелів починаються з блоку 2.

### П'ятниця, 22 квітня
Прем'єр-міністр Японії Наото Кан заявляє, що додаткові міста можуть попросити евакуюватись, що в основному включає сільськогосподарські угіддя. Уряд також планує побудувати 30 000 тимчасових будинків до кінця травня, а після цього буде додатково 70 000.
Президент TEPCO Масатака Шимідзу офіційно вибачається в урядовому офісі префектури у Фукусімі перед губернатором Фукусіми Юхей Сато за ядерну кризу після землетрусу та цунамі 11 березня 2011 року.  У відповідь губернатор просить покращити умови праці робітників.

### Вівторок, 26 квітня
Щоб запобігти розповсюдженню пилу, TEPCO ініціює обприскування синтетичною смолою для утримання забрудненого пилу.

## Травень 2011 р

### Понеділок, 2 травня
Т. Мацуї з Токійського університету фізики оприлюднює наукову статтю, в якій аналізується співвідношення йоду-131 до цезію-137, взятому з проб води, та робить висновок, що рекритичність могла мати місце принаймні через 10–15 днів після спроби зупинки.

### Четвер, 5 травня
Робітники заходять у корпус реактора 1. Вперше з початку кризи реакторну будівлю на заводі відвідує людина. Працівники підключать вентиляційну систему, яка повинна поглинати випромінювання всередині будівлі протягом наступних 4-5 днів, що дозволить їм розпочати монтаж системи охолодження. Через захисне спорядження працівники піддаються невеликій кількості випромінювання (близько 2 мЗв). TEPCO розраховує привести завод до холодного зупинення протягом шести-дев'яти місяців. МАГАТЕ публікує брифінг.

### Вівторок, 10 травня
У прес-релізі  TEPCO повідомляє, що рівні цезію-134 , цезію-136 , цезію-137 та йоду-131 (період напіврозпаду ~ 8 днів) зросли з моменту останньої проби 2 березня 2011 року, коли ці чотири нукліди були нижче меж виявлення. У звіті TEPCO наводиться нещодавно виміряну концентрацію (Бк/см3) кожного нукліда на дату відбору проб, 8 травня.

### Четвер, 12 травня
Інженери TEPCO підтверджують, що коріум впав на дно резервуара-реактора. Згідно з повідомленням японської преси, в основі посудини під тиском існують отвори, і велика частина пального, швидше за все, випарувалася або витекла в контейнер, який був пошкоджений вибухом під час кризи.  Однак Інститут ядерної енергетики, ядерно-лобістська фірма, заявляє, що ситуація «не викликає тривоги. Передбачалося, що в реакторах 1, 2 і 3 було пошкоджене паливо. Це підтвердилось».

### Субота, 14 травня
Третій працівник TEPCO (підрядник) помирає після того, як захворів. Ймовірною причиною смерті є серцевий напад.

### Неділя, 15 травня
Робот, відправлений на перший поверх блоку 1, реєструє рівень випромінювання 2000 мЗв / год. На цьому рівні працівникам дозволено залишатися в районі лише 8 хвилин. Крім того, у контейнер реактора витікає велика кількість води в підвал.
TEPCO оприлюднює звіт про стан активної зони реактора 1, в якому розкривається, що паливні елементи виявились над водою лише через 4 години після землетрусу та SCRAM повністю розплавились через 16 годин.

### Середа, 18 травня
Четверо працівників у захисних костюмах та СКБА вперше після вибуху 15 березня потрапляють у блок 2, щоб перевірити рівень радіації та інші умови всередині будівлі. Вони отримують дозу від 3 до 4 мЗв.

### П'ятниця, 20 травня
Президент TEPCO Масатака Шимідзу подає у відставку після повідомлення про найбільші фінансові втрати в історії компанії. Компанія готується до націоналізації.

### Неділя, 22 травня
TEPCO повідомляє, що реактор 3 випустив щонайменше 250 тонн радіоактивної води в Тихий океан протягом 41 години, починаючи з 10 травня 2011 р.

### Вівторок, 24 травня
Напередодні прибуття в Токіо делегації Міжнародного агентства з атомної енергії, TEPCO визнає, що ядра реактора 2 розплавилися в середині березня 2011 р. через 16 годин після землетрусу і SCRAM, реактор 3 розтанув через 100 годин після землетрусу.

### Середа, 25 травня
TEPCO інформує Агентство з ядерної та промислової безпеки та уряд префектури Фукусіма про результати випробувань ґрунту на плутоній (238Пл, 239Пл та 240Пл), проведений навколо АЕС в Фукусімі Даїчі. Незважаючи на те, що рівні були порівнянними з пробами під час атмосферних ядерних випробувань, TEPCO вважав, що плутоній утворився в результаті аварії.

### Субота, 28 травня
Знайдений уран виявився природним ізотопом, оскільки його співвідношення ізотопів відповідало природній кількості.
О 21:14 охолоджуючий насос на реакторі 5 зупинився. О 08:12 наступного дня розпочались роботи над запасним насосом, охолодження було відновлено о 12:49. Температура реактора піднялася до 92,2 ° C. Можливо причиною відключення була несправність двигуна.

### Неділя, 29 травня
Повідомляється, що 22 із 23 систем радіаційного контролю навколо заводів у Фукусімі були виведені з ладу внаслідок землетрусу та цунамі. Деякі з них були безпосередньо пошкоджені, але більшість були відключені через переривання ліній зв'язку та електропередач. Навіть монітори, обладнані резервними супутниковими лініями, вийшли з ладу, ймовірно, через пошкодження антени. У префектурі Міягі 4 із 7 відключило цунамі, решта три зупинилися через три години. В Ібаракі близько 40 моніторів перестали працювати на три години, поки не вдалося відновити живлення.
Рівень радіації на морському дні в кілька сотень разів перевищує нормальний рівень біля узбережжя Фукусіми, можливо, спричинений недавньою дощовою погодою тайфуну Сонгда, повідомляє агентство Кіодо. "Міністерство науки повідомило пізно в п'ятницю, що високорадіоактивні матеріали були виявлені на відстані 300 км на північ-південь від Кесеннуми в префектурі Міягі до Чоші в префектурі Чіба

### Вівторок, 31 травня
TEPCO заявляє, що поблизу АЕС відбувся тимчасовий витік нафти з пошкодженого нафтопроводу в море. Зазначається, що це невеликий витік, через деякий час витік зупинився, встановлені нафтові огорожі встановлені, щоб запобігти поширенню рідини в Тихий океан.

## Червень 2011 р

### П'ятниця, 3 червня
Підтверджується перший випадок, коли рівень радіації у людей перевищив межі після аварії на АЕС. Один робітник років тридцяти отримав 678 мЗв, а інший чоловік сорока років — 643 мЗв.  До аварії критична доза становила 100 мЗв, але уряд підняв її до 250 мЗв відразу після аварії.

### Субота, 4 червня
Показання випромінювання до 4000 мілізівертів на годину реєструються в корпусі реактора 1.

### Понеділок, 6 червня
Японське агентство з ядерної та промислової безпеки (NISA) надає нові оцінки часу, коли посудини реактора під тиском були пошкоджені і, можливо, скинули паливо в резервуари для зберігання: 5 годин після початкового землетрусу в реакторі 1 (20:00, 11 березня); 80 годин для реактора 2 (22:50, 14 березня); і 79 годин для реактора 3 (22:10 14 березня).
Крім того, NISA більш ніж подвоює початкову оцінку радіації, яка потрапила в атмосферу за перші шість днів, з 370 000 терабеккерелів до 770 000 терабеккерелів.

### Середа, 8 червня
Міністерство освіти каже, що стронцій 89Ст та 90Ст були виявлені у зразках ґрунту, відібраних з кінця березня до початку травня та за 22–62 км від АЕС Фукусіма Даїчі. Найвищі значення зафіксовані в місті Наміє при 1500 Бк / кг стронцію 89Ст, і 250 Бк / кг стронцію 90Ст.
З'являється звіт японського уряду про катастрофу на Фукусімі для МАГАТЕ. Урядова доповідь зазначає, що ядерне паливо, можливо, розплавилося через дно посудин під тиском у перших трьох реакторах. З даними урядової доповіді газета порівнює березневі графіки, надані TEPCO та NISA, які провели подальший аналіз; існували розбіжності в теоретичних термінах подій до 29 годин у наступні дні після цунамі.

### Вівторок, 14 червня
З 00:44 до 02:35 відбувається потужне виділення пари та диму з блоку 3, зафіксоване камерою TEPCO. Посадовці TEPCO не дають пояснень.

### Середа, 15 червня
TEPCO розпочинає пробний запуск системи очищення радіоактивної води, намагаючись вирватися з порочного циклу закачування води в реактори, щоб охолодити їх, і в результаті отримуючи більше забрудненої води.

### Субота, 18 червня
Система очищення радіоактивної води вимкнулась, оскільки фільтр перевищував межу радіоактивності. Очікувалось, що блок розділення, який виводить цезій з води, проіснує близько місяця, перш ніж його картридж потребуває заміни — при рівні випромінювання 4 мілізіверти на годину. Рівень випромінювання біля клапанів для заміни картриджів фільтра досягав 4,7 мілізіверта на годину лише через 5 годин роботи, через нафту та осад у воді, що містив більше радіоактивності, ніж очікувалося.

### Неділя, 19 червня
Радіація в деяких районах Цукідату, 50 км на північний захід від заводу Фукусіма 1, перевищує законодавчу межу. Уряд планує допомогти домогосподарствам у визначених районах евакуюватися, викликаючи занепокоєння серед жителів. Незважаючи на те, що початкова школа Цукідате не виявила рівня радіації, що перевищує допустимий, понад 80 батьків та вчителів ретельно миють вікна та веранди струменями води та щітками під високим тиском, тому школа призупиняє діяльність на дитячому майданчику у відповідь на занепокоєння батьків.

### Вівторок, 21 червня
Показник випромінювання 430 мілізівертів на годину реєструється в антресолі між першим поверхом і підвалом реактора 2. Цей найвищий рівень, виміряний в будівлі реактора 2, позначив також перший момент, коли робітники отримали змогу зайти в підвал цього блоку з початку кризи.

### Понеділок, 27 червня
Хоча система очищення радіоактивної води ще не розпочала повномасштабну експлуатацію, під час випробувальних пусків системи було перероблено загалом 1850 тонн радіоактивної води. Знезаражена вода вперше стала використовуватися для охолодження реакторів. TEPCO заявляє, що буде продовжувати впорскувати 16 тонн води на годину для охолодження 3-х реакторів, і що 13 тонн цієї води буде утворено зі знезараженої води.  Система переробки працює лише 90 хвилин.

### Середа, 29 червня
TEPCO повідомляє, що телур-129 виявляється при 720 беккерелях на літр морської води, зібраної 4 червня поблизу водозабору для реактора 1. Хоча телур -129 метрів має короткий період напіврозпаду (близько 34 днів), TEPCO заперечував, що його виявлення вказувало на можливість нового витоку радіоактивної води в море.

### Четвер, 30 червня
Офіс приходу Ітабаші повідомляє, що концентрація цезію-134 при 2700 беккерелях на кілограм (значне перевищення тимчасової норми уряду) була виявлена в чаї, обробленому з листя, зібраного 9 травня в Токіо.

## Липень 2011 р

### Середа, 13 липня
Комісія Японської ядерної безпеки публікує доповідь від 11 червня 1993 (Хейсей 5), що дослівно перекладається важливість змінного струму станції знеструмлення на АЕС (原子力発電所における全交流電源喪失事象について). Раніше розглядалася можливість зникнення зовнішнього живлення, час його відновлення, ємність АКБ, але не можливість повного блекаута через зовнішні причини або виходу з ладу систем охолодження через зовнішніх впливів. Було розглянуто варіанти зовнішніх впливів на блоки, знаходження критичних ділянок, місця перетину та загальні для різних критичних систем, визначення впливів, що можуть порушити роботу критично важливих систем і захисту від нього (відключення станції або SBO) на атомних електростанціях в Японії та інших країнах. Робиться висновок, що необхідна подальша дискусія щодо методів уникнення таких ситуацій або їх відновлення. Також повідомляється, що ймовірність SBO в Японії нижча, ніж в інших країнах.

### Четвер, 14 липня
Кількість людей, які активно працюють на АЕС «Фукусіма-Даїчі», становить близько 3000. NISA наказує TEPCO збільшити кількість керівників служб безпеки, щоб підтримати цю велику кількість працівників.
Системи знезараження води продовжують страждати через витоки та проблеми з фільтрами, працюючи в середньому на 73 % потужності, що нижче цільового показника в 90 %, який необхідний для дотримання поточного графіку.

### Субота, 16 липня
У спільній оцінці уряд Японії та TEPCO заявляють, що виконали перший крок тримісячного плану, окресленого в середині квітня, для повного холодного відключення. Реактори 1, 2 і 3 охолодили до стабільного рівня, а азот впорскували в їх резервуари для запобігання вибуху водню; однак оцінка визнає, що забруднена вода витекла із резервуарів-накопичувачів, і що налаштування рівня на очисних спорудах були неправильними.

## Серпень 2011 р

### Понеділок, 1 серпня
На вентиляційній шахті між реакторами 1 і 2 зчитується рівень випромінювання 10 Зв\год. що є максимальним показником для багатьох лічильників Гейгера. Радіація перешкоджає спробам замінити системи охолодження. Це найвищі показники, зафіксовані в приміщенні з часу перших вибухів у березні 2011 року.

### Вівторок, 2 серпня
У вівторок, 2 серпня, рівень радіації 5 Зв\год виявляється на другому поверсі турбінного корпусу в реакторі 1.  Показники радіоактивності, виявлені 1 та 2 серпня, вважаються смертельними, навіть при опромінення 0,1 Зв — це нормально прийнята експозиція на робочому місці протягом 5 років, а 8 Зв — 100 % летальна доза.

### Середа, 10 серпня
Завершено встановлення нової системи охолодження із закритою циркуляцією для всіх чотирьох пошкоджених реакторів (1–4).  Раніше охолодження досягалось за допомогою впорскування води гігантськими насосними вантажівками.
Система знезараження води працює приблизно на 66 % від очікуваних показників і страждає від численних несправностей. Система необхідна для знезараження великої кількості радіоактивної води, яка залишається на ділянці.

## Вересень 2011 р

### П'ятниця, 16 вересня
Дослідження показують, що плавлення реактора № 2 можна було б уникнути, якщо б насоси для охолодження реактора включили на 4 години раніше. Закачування води було розпочато о 20:00 14 березня після того, як о 13:00 вийшла з ладу система охолодження. Плавлення дна корпусу можна було б уникнути, якби ін'єкція розпочалася до 16:00.

### Середа, 21 вересня
Тайфун Роке приносить сильний вітер і до 42 см опадів в деякі райони північної північної Японії. Одночасно на південь від Фукусіми стався землетрус силою 5,3 бала.

### Четвер, 29 вересня
Критична температура в активній зоні опускається нижче 100 С для всіх 3-х пошкоджених реакторів.
Водень міститься у концентраціях від 61 до 63 % у трубах, підключених до резервуара-реактора 1. Плануються перевірити наявність водню в трубах усіх реакторів та промити їх за необхідності, щоб запобігти можливості нового вибуху.

## Жовтень 2011 р

### Субота, 8 жовтня
The Economist повідомляє, що високі рівні радіоактивних частинок, включаючи плутоній, були виявлені в розширеній нерегулярній зоні, яка простягається далеко за межами радіуса евакуації в 30 км навколо ФАЕС.

### Понеділок, 31 жовтня
Французьке дослідження Інституту радіологічного захисту та ядерної безпеки показало, що ядерна катастрофа на Фукусімі спричинила найбільший в історії викид радіоактивного матеріалу в океан. Радіоактивний цезій, що потрапив у воду від атомної електростанції Фукусіма Дай-Ічі, у 20 разів перевищував оцінку, дану Tokyo Electric Power Co. Викиди атмосфери становили 35 800 терабеккерелів цезію-137 (близько 42 % того, що викинулося в атмосферу внаслідок вибуху на Чорнобильській АЕС в 1986 році). Цезій-137 має період напіврозпаду 30 років.

## Листопад 2011 р

### Вівторок, 1 листопада
TEPCO повідомляє про завершення роботи кришки для реакторної установки 1, висотою 54 метри, шириною 47 метрів і глибиною 42 метри. Кришка має вбудовану систему вентиляції для фільтрування радіоактивних матеріалів.

### Середа, 2 листопада
Борна кислота вводиться в реактор № 2 після виявлення ксенону в його резервуарі. Наявність ксенону свідчить про те, що відбувалася самостійка реакція ділення.

### П'ятниця, 4 листопада
TEPCO відкликає заяву в середу про можливу самостійну реакцію поділу, і стверджує, що ксенон був результатом нормального розпаду радіоізотопів у паливі.

### Вівторок, 29 листопада
TEPCO стверджує, що 15 березня в реакторі 2 не було вибуху, як повідомлялося раніше, і що замість цього вибух стався в реакторі № 4. Однак TEPCO не має пояснень щодо спостережуваного зростання радіоактивних викидів з реактора 2 на даний момент.

### Середа, 30 листопада
TEPCO повідомляє, що нове комп'ютерне моделювання коріуму показує, що матеріал ядерного паливного стрижня просочився крізь резервуар під тиском в реакторі 1. У песимістичному сценарії паливо реактора 1 вийшло з посудини під тиском, а також більшість палива для реакторів 2 та 3.

## Грудень 2011 р

### Субота, 3 грудня
З апарату, який використовується для знезараження води на заводі, витекло 45 тонн високорадіоактивної води. Працівники заводу намагалися стримати витік.

### Четвер, 15 грудня
Оголошується довгостроковий графік виведення з експлуатації реакторів «Фукусіма Даічі».  План полягає у відновленні пошкоджених резервуарів для зберігання та визначення стану розплавленого палива до кінця 2021 р., щоб потім розпочати видобуток цього палива в 2022 р. Повна тривалість графіка — 40 років, роботи виведення з експлуатації планується завершити до 2052 року.

### П'ятниця, 16 грудня
У спільній заяві TEPCO та уряду Японії повідомляється, що реактори досягли стану холодного відключення. Температури в резервуарах для зберігання становили 38,9 градусів Цельсія для реактора 1, 67,5 градусів для реактора 2 і 57,4 градусів для реактора 3.  Це повідомлення не змогло вгамувати значні занепокоєння, спричинені нездатністю TEPCO безпосередньо вимірювати температуру на дні резервуари для зберігання та той факт, що ділянка занадто радіоактивна для візуального підтвердження статусу паливних стрижнів.

### Неділя, 18 грудня
230 тонн високорадіоактивної води виявлено в тунелі під будівлею, де зберігається забруднена вода, що викликає питання щодо можливостей перевірки та управління TEPCO.  TEPCO визнає, що ця радіоактивна вода може змішуватися з підземними водами, проте стверджує, що тунель не пов'язаний з морем.

### Понеділок, 26 грудня
З'явився тимчасовий звіт слідчої комісії на чолі з Йотаро Хатамурою. У звіті експертна група дійшла висновку, що погана внутрішня комунікація уряду Японії та неправильні знання та дії працівників TEPCO сприяли катастрофі. Працівники TEPCO помилково вважали, що ізоляційний конденсатор для реактора № 1 все ще працював, але він не працював, затримуючи спроби спробувати інші методи охолодження реактора. Працівники TEPCO відключили систему аварійного охолодження на реакторі 3.

## 2012 рік

### 19 січня
Здійснюється спроба розглянути стан розплавленого палива в реакторі 2 за допомогою волоконно-оптичного ендоскопа, проте чітких зображень рівня води та розташування палива не вдалося отримати, можливо, через суворе середовище всередині резервуару.
Після того, як 18 грудня в тунелі під реактором 2 було виявлено радіоактивну воду, уряд доручив TEPCO провести обстеження підземних споруд заводу та перевірити, чи радіоактивні води накопичуються. TEPCO знаходить додаткові 500 тонн води, що містить 16 200 Бк / см 3 радіоактивного цезію, у шахті біля реактора 2 та 600 тонн 860 Бк / см 3води біля реактора 3.

### 22 лютого
TEPCO починає заливати шар бетону товщиною 60 сантиметрів на 70 000 квадратних метрів морського дна біля електростанції Фукусіма Даічі, намагаючись утримати забруднені відходи.

### 27 березня
TEPCO вперше вимірює випромінювання в кількох точках всередині резервуара реактора 2 і повідомляє значення 31,1 та 72,9 Зв / год. Радіація занадто велика, щоб роботи, ендоскопи та інші пристрої могли працювати належним чином.

### 5 квітня
Вдруге за 10 днів сильно радіоактивні стічні води випадково скидаються в море. Близько 12 тонн стічних вод витікає з від'єднаного клапану, значна частина стікає в море через дренажну канаву.

### 5 травня
Після інциденту у Фукусімі Даїчі ядерні реактори не мали права перезапускатися після вимкнення для технічного обслуговування або перевірок безпеки. Один за одним кількість активних ядерних реакторів постійно зменшувалась, доки останній з 54 японських ядерних реакторів остаточно не вийшов з експлуатації.

### 22 травня
Японські вчені повідомляють, що глибина всередині блоку 1 становить лише 40 см; набагато нижче, ніж очікувалося, і досить низько, щоб виставити трохи палива. Зі спостереження зроблено висновок, що в трубі, яка знаходиться на відстані 40 см від дна посудини, може існувати отвір розміром 2 см.

### 24 травня
TEPCO оприлюднює нову оцінку (900 000 терабеккерелів) загальної кількості радіоактивних матеріалів, що викидаються з ФАЕС в навколишнє середовище.

### 5 липня
Двомісячний період без атомної енергетики для Японії закінчується, оскільки реактор 3 на АЕС в Охі починає виробляти електроенергію.

### 12 жовтня
TEPCO вперше визнає, що не вжила більш жорстких заходів для запобігання катастрофам, побоюючись запросити позови або протести проти своїх атомних електростанцій. Внутрішня робоча група TEPCO, очолювана президентом компанії Наомі Хіроуз, зазначила у звіті, що TEPCO міг би пом'якшити наслідки аварії, якби мав диверсифіковані системи електропостачання та охолодження, приділяючи пильнішу увагу міжнародним стандартам та рекомендаціям. TEPCO також повинен мати навчених працівників з практичними навичками управління кризовими ситуаціями, а не проводити обов'язкові тренінги як формальність. TEPCO зазначає у звіті, що у 2002 р. рекомендувалися «заходи із серйозною аварією», які включали «вентиляцію стримування та перехресні зв'язки між блоками», але так і не були введені.

### Листопад
Виявилося, що 675 пунктів дозиметричного контролю встановлених урядом в Фукусімі і прилеглих префектурах показували невірні параметри. Реальний рівень фонового випромінювання був вище на 10 %. Ящики для батарей, які є частиною приладу станції, розташовувалися під датчиком і батареї, що містять свинець, екранували випромінювання.
В точках установки була проведена дезактивація землі. На виправлення моніторингових засобів потрібно близько 150 млн єн.

### Грудень
Перед національними виборами, в яких ядерна енергетика, ймовірно, буде точкою поляризації в політиці, в книжкових магазинах продаються великі тиражі двох з чотирьох розслідувань катастрофи Фукусіми: звіт парламентського комітету з ядерної аварії, здоровенний 594-сторінковий том з супроводжуючим CD-ROM (продано близько 35 тисяч копій з моменту надходження в продаж у вересні за ціною 1 680 ієн, $ 20). 412-сторінкову доповідь, випущену в лютому незалежною комісією групи приватного сектора з розслідування ядерної аварії на Фукусіма Daiichi, розпродали 100,000 копій, по ціні 1 575 ієн. Доповідь не доступна в Інтернеті.
14 грудня оператор АЕС «Фукусіма-1» погодився з висновками парламентської комісії про причини катастрофи на електростанції. Позиція компанії була представлена на конференції. Відповідаючи на питання, чи погоджуються в Tepco з висновками парламентської комісії про те, що катастрофу можна було запобігти, її представник Такефумі Анегава (Takefumi Anegawa) заявив, що в компанії «повністю визнають» звіт в тій частині, де йдеться про допущені компанією помилки.
Анегава вказав на те, в «технічній частині» доповіді є деякі помилки, однак в цілому висновки вірні і вказують на те, що в компанії не була створена культура безпеки. У Tepco пообіцяли виправити недоліки, виявлені комісією.

## 2013 рік

### Січень
TEPCO використовує наступні системи очищення води
• KURION і SARRY, для видалення цезію та зберігання очищеної води в цистернах;
• ALPS, для видалення нуклідів, за винятком цезію, до нормативних рівнів. Вода, після обробки ALPS може бути використана майже як звичайна вода, хоча вона не може бути вважатись очищеною через збереження тритію, єдиного, що залишився, радіонукліда.
Майже через два роки після початку катастрофи, більш 220000 тонн забрудненої води були зібрані і зберігаються на території біля станції, ще приблизно 75000 тонн залишається в підвалах і будівлях реакторів і турбін.
Кожен день принаймні ще 40 тонн забрудненої води створюється, та потребує додаткових резервуарів для зберігання. Танки заповнені на 95 %. В даний час 220 761 м3 забрудненої води, зберігається, але загальний обсяг становить лише 232 000 м3.

### 18 березня
Довіра громадськості до TEPCO сприймає ще один удар, оскільки системи охолодження для декількох басейнів з відпрацьованим паливом виходять з ладу на 29 годин після переривання живлення, яке могло бути спричинене твариною у розподільному щиті.

### 9 липня
Рівень цезію в підземних водах з моніторингових свердловин навколо реакторів підвищується у 90 разів порівняно з рівнями 3-ма днями раніше. Забруднення вимірюється у 9000 беккерелів цезію-134 та 18000 беккерелів цезію-137 на літр води.  Крім того, рівень тритію в морській воді з порту, що знаходиться поруч із заводом, збільшується з травня, а проба води, взята 3 липня, показала 2300 бекерелів на літр, що є найвищим показником з початку ядерної кризи в березні 2011 року.

### 10 липня
Японський уряд визнає, що з Фукусіма Даїчі, можливо, просочувалася радіоактивна вода у підземні води та океан з 2011 року що має наслідки для питної води та для Тихого океану.

### 19 серпня
Виявлено, що 300 тонн сильно забрудненої води (80 МБк / л) витекло з накопичувального резервуару і просочилася в ґрунт. Японське управління з ядерного регулювання підвищує ступінь витоків забрудненої води у Фукусімі до рівня «серйозного інциденту» рівня 3 INES.

### 26 серпня
Японський уряд бере на себе відповідальність за вирішення ситуації із забрудненою водою. Міністр торгівлі Тошиміцу Мотегі каже: «Ми дозволили Tokyo Electric самостійно боротися із ситуацією із забрудненою водою, і вони, по суті, перетворили це на гру Whack-a-Mole».

### 18 листопада
Працівники починають витягувати паливні стрижні зі ставка для зберігання в реакторній будівлі 4-го блоку. Близько 1500 стрижнів, деякі з них пошкоджені, повинні бути вилучені в результаті ризикованої та небезпечної операції, яка триватиме рік. Видалені стрижні будуть переміщені в більш безпечне сховище.

## 2014 рік

### 6 лютого
Повторний аналіз зразка підземних вод, відібраного у свердловині в липні 2013 року, оновлює його вимірювання із загальної бета-радіоактивності 900 000 Бк / л до рекордно високих 5 МБк / л лише стронцію-90 (що відповідає загальній бета-радіоактивності 10 Мбк / л) після виявлення проблеми з вимірювальними приладами в жовтні 2013.

### 13 лютого
Виявлено, що TEPCO місяцями приховував збільшення вимірюваної радіоактивності підземних вод.

### 21 травня
TEPCO починає операцію з обходу потоку підземних вод навколо реактора шляхом перекачування підземних вод до резервуарів, а потім скидання безпосередньо в море після вимірювання рівня забруднення.

### 3 червня
TEPCO починає будувати крижану стіну навколо реакторів, щоб запобігти змішуванню забрудненої води з підземними водами, що протікають під цією територією.

### 7 липня
TEPCO вимкнув систему охолодження в реакторі 5 через витік 1300 літрів води біля проточного клапана.

### 17 липня
TEPCO розпочинає чергову операцію щодо стримування забруднених відкладень у морі біля електростанції, на цей раз покриваючи цементом 180 000 квадратних метрів морського дна.

### 20 грудня
TEPCO повідомляє, що всі відпрацьовані паливні стержні тепер безпечно вилучені з басейну для зберігання в реакторі 4.

## 2015 рік

### 10 січня
TEPCO розпочинає роботу нової системи зворотного осмосу для видалення стронцію із забрудненої води. Нова система була побудована для очищення від 500 до 900 кубічних метрів води на день та зменшення рівня стронцію у воді в 100—1000 разів.

### 10 квітня
Робот, призначений витримувати інтенсивне нагрівання та випромінювання, направляється в реактор 1 для локалізації розплавленого палива. Він охоплює 14 з 18 місць до того, як припинить функціонувати.

### 5 вересня
Наказ про евакуацію скасовано для міста Нараха в префектурі Фукусіма.

### 10 вересня
Атомний реактор Сендай-1 відновив комерційну експлуатацію вперше після землетрусу в травні 2011 року, майже через 2 роки мораторію на атомна енергетику в Японії (Охі-1 була зупинена 15 вересня 2013 р.).

### 26 жовтня
Після 3+1 / 2 — річний проекту будівництва, TEPCO завершує 780 м приморських екрануючих стін для зменшення кількості забрудненої води, що протікає в океан.

## 2016 рік

### 16 лютого
За оцінками TEPCO, до 2027 року буде вироблено 749 000 кубічних метрів забрудненої суміші з Фукусіми Даїчі, і оприлюднює план утилізації та зберігання цих відходів.

## 2017 рік

### 3 лютого
TEPCO заявив, що рівень радіації в резервуарі реактора 2 на ФАЕС1 становив 530 Зв\год, що є найвищим зафіксованим рівнем з часу потрійного плавлення активного ядра в березні 2011 року. Однак це перше вимірювання рівня радіації в межах реактора і воно, ймовірно, нижче, ніж у початковий період після плавлення. TEPCO також повідомив, що в металевій решітці під резервуаром під тиском існує 2-метровий отвір у резервуарі первинної оболонки реактора.

### 20 червня
Дослідження TEPCO за допомогою вимірювань температури визначило ймовірне розташування сердечників для реакторів 1–3. Можливо більшість уламків активної зони прорвала посудину під тиском і лежить на дні резервуара для реакторів 1 і 3, хоча частина сміття потрапляє в механізм приводу штока управління для реактора 1. Однак інженери вважають, що більшість сміття може залишитися на дні ємності під тиском для реактора 2.

### 19–21 липня
Робот з дистанційним управлінням робить перші знімки розплавленої активної зони реактора 3. Розплавлений матеріал звисає з механізму введення штока управління під посудиною, що знаходиться під тиском, а на дні PCV купи кам'янистих предметів, імовірно, розплавлені ядром.

### 26 вересня
Переглянута дорожня карта виведення з експлуатації ФАЕС передбачає вилучення паливних стрижнів з басейну для зберігання реактора 3, починаючи з 2018 року, але видалення паливних стрижнів з басейнів для зберігання реакторів 1 і 2 буде відкладено до 2023 року. Видалення розплавленого паливного сміття почнеться після 2021 року.

## 2018 рік

### 19 січня
Вміст блоку 2 досліджується за допомогою камери. Встановлено, що захисна поверхня під реактором вкрита піщаними та глинистими відкладеннями, можливо, паливного сміття. Деякі компоненти паливної збірки видно на підлозі. На внутрішній стіні не помітно значних пошкоджень. Потужність дози опромінення в резервуарі коливається від 7 до 42 Зв\год, залежно від місця розташування.

## 2019 р

### 15 лютого
Робот з двома «пальцями» здійснює перший контакт із залишками палива в резервуарі для первинного утримання (ПХВ) реактора 2. Роботу вдалося переміщати сміття в 7 із 10 досліджуваних місць, можливо він зможе видалити ці відкладення з PCV.

## 2021 рік

### Січень
RACE та Tepco уклали угоду спільного проекту Великої Британії та Японії під назвою «LongOps», щоб пришвидшити виведення з експлуатації реакторів АЕС Fukushima Daiichi в Японії та британської атомної станції Селлафілд. Близько 12 млн фунтів стерлінгів було спрямовано на чотирирічну дослідницьку схему, що склало значну частину інвестицій уряду Великої Британії у робототехніку та автономні системи з 2014 року (розміром 450 млн фунтів стерлінгів).

### 28 лютого
Видалення всіх 566 відпрацьованих ТВЕЛ з басейну сховища блоку 3 завершено.